# Scott R. Dunlap

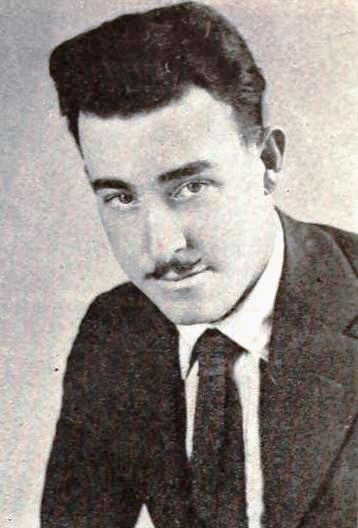
Scott Dunlap em 1920

Scott R. Dunlap (20 de junho de 1892 – 30 de março de 1970) foi um produtor, diretor, ator de cinema e roteirista norte-americano.
Nascido em Chicago, Ilinóis, ele produziu 70 filmes entre 1937 e 1960, e dirigiu 47 filmes entre 1919 e 1929. Dunlap faleceu em Los Angeles, Califórnia.
Em 1942, Dunlap foi com a estrela de cinema western Buck Jones, no incêndio de Cocoanut Grove, em Boston, Massachusetts. Dunlap foi a uma festa em homenagem ao Jones na boate. Jones morreu dois dias depois do incêndio, enquanto Dunlap foi gravemente ferido, mas sobreviveu.

## Filmografia parcial
- Stampede (1949) produtor
- Sunbonnet Sue (1945) produtor
- Lady, Let's Dance (1944)
- Doomed to Die (1940)
- The Fatal Hour (1940)
- The Mystery of Mr. Wong (1939)
- Midnight Life (1928)
- The Frontier Trail (1926) diretor
- The Seventh Bandit (1926) diretor
- Driftin' Thru (1926) diretor
- Blue Blood (1925) diretor
- The Texas Trail (1925) diretor
- Silent Sanderson (1925) diretor
- Beyond the Border (1925) diretor